# Aatolana springthorpei
Aatolana springthorpei är en kräftdjursart som beskrevs av Keable 1998. Aatolana springthorpei ingår i släktet Aatolana och familjen Cirolanidae. Inga underarter finns listade i Catalogue of Life.